# Rodolfo Falcón
Rodolfo A. Falcón Cabrera, né le 25 octobre 1972 à La Havane, est un ancien nageur cubain spécialiste du dos crawlé.

## Palmarès

### Jeux olympiques
- Jeux olympiques de 1996 à Atlanta (États-Unis) :
  -  Médaille d'argent du 100 m dos

### Championnats du monde

#### Petit bassin
- Championnats du monde 1993 à Palma de Majorque (Espagne) :
  -  Médaille de bronze du 100 m dos

- Championnats du monde 1995 à Rio de Janeiro (Brésil) :
  -  Médaille d'or du 100 m dos
  -  Médaille d'or du 200 m dos

- Championnats du monde 1999 à Hong Kong (Chine) :
  -  Médaille d'or du 50 m dos
  -  Médaille d'or du 100 m dos

- Championnats du monde 2000 à Athènes (Grèce) :
  -  Médaille d'argent du 100 m dos
  -  Médaille de bronze du 50 m dos

### Jeux panaméricains
- Jeux panaméricains de 1991 à La Havane (Cuba) :
  -  Médaille d'or du 100 m dos

- Jeux panaméricains de 1995 à Mar del Plata (Argentine) :
  -  Médaille d'argent du 200 m dos
  -  Médaille de bronze du 100 m dos